# 大河内信敬
大河内信敬 (おおこうち のぶひろ、1903年 (明治36年) 8月21日 - 1967年 (昭和42年) 12月1日) は、日本の画家。東京府東京市下谷区（現東京都台東区下谷）出身。物理学者・子爵の大河内正敏の次男。母は大河内信古の娘・一子。娘に女優の河内桃子がいる。号は清水丁三。
明治大学商科卒業。水彩画を板倉賛治、版画を小泉癸巳男、その他岡田三郎助や寺内萬治郎に師事。1933年、「画室の一隅」で第14回帝展に入選。1937年より1年間ヨーロッパに渡り、各地の美術を視察した。1940年、光風会会員となる。1947年、朝井閑右衛門らと新樹会を結成。